# Acetilkarnitin
Acetil--karnitin (ALCAR) je acetilisana forma -karnitina. On je dijetarni suplement i prirodno se javlja u biljkama i životinjama.

## Biohemijsko formiranje i dejstvo
ALCAR je acetilisani derivat -karnitina. Tokom napornog vežbanja, veliki deo -karnitina i neiskorišćenog acetil- se konvertuje do ALCAR i CoA unutar mitohondrija posredstvom karnitin O-acetiltransferaze. ALCAR se transportuje izvan mitohondrija gde se konvertuje u dva konstituenta. -karnitin se reciklira nazad u mitohondrije gde se koristi u metabolizmu masnih kiselina. Višak acetil-CoA ima za posledicu da se ugljeni hidrati u većoj meri koriste za energiju tokom vežbanja nego masne kiseline. Do toga dolazi putem različitih mehanizama unutar i izvan mitohondrija. ALCAR transport umanjuje koncentraciju acetil-CoA unutar mitohondrija. Glukozni metabolizam se povećava administracijom bilo ALCAR ili -karnitina. Deo -karnitina se konvertuje kod ljudi u ALCAR nakon unosa hrane.

## Literatura
- Carnitine (L-carnitine), University of Maryland Medical Center

|  | Molimo Vas, obratite pažnju na važno upozorenje u vezi sa temama iz oblasti medicine (zdravlja). |